# アイ・コール・ユア・ネーム
「アイ・コール・ユア・ネーム」（I Call Your Name）は、ビリー・J・クレイマー&ザ・ダコタスの楽曲である。1963年にシングル盤『バッド・トゥ・ミー』のB面曲として発売された。レノン＝マッカートニー名義となっているが、実際には主にジョン・レノンによって書かれた楽曲で、一部ポール・マッカートニーが手伝っている。1964年にビートルズによってセルフカバーされ、アメリカでは4月10日に発売されたアルバム『ザ・ビートルズ・セカンド・アルバム』、イギリスでは6月19日に発売されたEP『のっぽのサリー』に収録された。

## 背景
レノンは、ビートルズ結成前に「アイ・コール・ユア・ネーム」を作曲していた。1980年の『プレイボーイ』誌のインタビューで、レノンは「僕オリジナルのブルースみたいなものをやろうとして、ミドルエイトはずっと後になってくっつけた。最初の部分はハンブルクへ行く前に書いたもので、僕にとってこれが『初めての曲作り』だった」と語っている。マッカートニーは、レノンが母親の死と父親の失踪を受けて、叔母のミミの家で書いた曲であることを明かしており、「『名前を呼んでも、そこにあなたはいない』ってどういう意味？彼の母親なのか？父親なのか？僕らはまだ若いコンビだったから、自分で何を書いているのかわからないこともあった。背景までは見えてなかった。あれこれ分析するようになったのはずっと後のことだった」と語っている。
1963年にレノンは、「アイ・コール・ユア・ネーム」をビリー・J・クレイマー&ザ・ダコタスに提供。「アイ・コール・ユア・ネーム」は、1963年7月26日に発売されたクレイマーの2作目のシングル『バッド・トゥ・ミー』のB面に収録された。その後、アルバム『Listen』に収録され、1995年に発売されたベスト・アルバム『EP Collection』にも収録された。

## ビートルズによるセルフカバー
ビートルズは、1964年3月1日に「アイ・コール・ユア・ネーム」のレコーディングを行なった。本作はジョージ・ハリスンがリッケンバッカー・360/12で弾いたギターリフから始まる。間奏では、ビートルズの楽曲では初となるスカのアレンジが取り入れられている。当初、本作はアルバム『ハード・デイズ・ナイト』および同名の映画に収録することが予定され、7テイク録音した後に同日に録音した「すてきなダンス」や「のっぽのサリー」と共にミキシングが行なわれた。しかし、最終的に本作と「ロング・トール・サリー」は映画の使用曲の候補から外され、未収録となった。
ビートルズによるセルフカバー・バージョンは、アメリカでは1964年4月10日にキャピトル・レコードから発売された『ザ・ビートルズ・セカンド・アルバム』、イギリスでは1964年6月19日に発売されたEP『のっぽのサリー』に収録された。日本では、EPの収録曲として発売されたほか、シングル盤『のっぽのサリー』のB面曲としても発売された。その後、1976年に発売された『ロックン・ロール・ミュージック』や1988年に発売された『パスト・マスターズ』にも収録された。
1964年3月31日にBBCラジオの番組『Saturday Club』用に演奏が録音されたが、公式作品へは未収録となっている。
スターは、1990年5月5日にリヴァプールで行なわれたレノンのトリビュート・コンサートで、トム・ペティ、ジェフ・リン、ジム・ケルトナーの伴奏のもとで歌唱した。

### クレジット
※出典
- ジョン・レノン - リード・ボーカル、リズムギター
- ポール・マッカートニー - ベース
- ジョージ・ハリスン - 12弦ギター（リードギター）
- リンゴ・スター - ドラム、カウベル
- ジョージ・マーティン - プロデュース
- ノーマン・スミス - エンジニア

## その他のアーティストによるカバー
1966年、ママス&パパスがアルバム『夢のカリフォルニア』で本作をカバー。間奏でキャス・エリオットが「John... John」と囁いているが、これはエリオットがレノンへの敬意を表したもの 。ママス&パパスによるカバー・バージョンは「I call your name... ye-ah!」というフレーズで締めくくられている。
1977年にザ・ボーイズがアルバム『The Boys』でカバー。